# Cerco de Zara
O Cerco de Zara (ou Zadar) (em croata:  Opsada Zadra; 10–24 de novembro de 1202) foi o primeiro grande combate travado durante a Quarta Cruzada e foi ainda o primeiro ataque feito por cruzados católicos contra uma cidade também católica.
Em 1198, o Papa Inocêncio III emitiu várias encíclicas papais conclamando os cristãos a retomar a Terra Santa dos muçulmanos. Ao invés do que aconteceu na segunda e terceira cruzadas, o papa planejava exercer maior controle sobre as tropas. O plano era invadir o Egito e depois conquistar o Delta do Nilo, e de lá seguir à Palestina. Inocêncio III negociou com a República de Veneza (uma das principais potências navais da Europa na época) para construção de uma frota de navios. O plano era recrutar também 35 mil combatentes e partir para o destino em abril de 1202. Contudo, problemas acabaram atrasando ou impedindo a chegada de muitos homens e apenas 12 mil cruzados foram reunidos. Quando o apoio vindo de Roma minguou, os cruzados ficaram sem muitos meios para pagar pelas acomodações ou pela viagem para a Terra Santa. Então a liderança política de Veneza propôs que aceitariam a conquista da cidade de Zara (uma cidade cristã na costa da Croácia) como pagamento da dívida.
Zara havia se rebelado contra a República de Veneza em 1183 e desde então estava sob proteção papal e do rei Emérico da Hungria. Muitos cruzados se recusaram a participar da invasão, mas pelo menos 10 mil concordaram e seguiram com as forças venezianas pelo Adriático.
As forças cruzadas iniciaram o cerco a cidade de Zara em 10 de novembro de 1202 e em duas semanas já haviam tomado a região. A notícia de que uma tropa cruzada havia saqueado uma cidade cristã chocou a Europa. O papa Inocêncio III decidiu excomungar todos os participantes do massacre em Zara (incluindo os venezianos). Os cruzados então partiram para Constantinopla, onde travaram mais um cerco dois anos depois.